# Jean Vioulac
Jean Vioulac, nacido el 7 de abril de 1971, es un filósofo francés. 

## Biografía
Es agregado y doctor en filosofía (2006). Es profesor de instituto en la banlieue de París después de haber sido profesor temporal en la Universidad de París IV París-Sorbonne.
Además de sus libros, también publica artículos en varias revistas como Actuel Marx, la Revue de métaphysique et de morale, Les Études philosophiques, la Revue philosophique de Louvain, Esprit, Liberté, la revista Philosophie publicada por éditions de Minuit. 
Su pensamiento, situado en la posteridad de Karl Marx y de la fenomenología alemana, se dedica a analizar la época contemporánea definida como crisis, partiendo de la cuestión de la técnica y del capitalismo, pero también a partir del tema nietzscheano de la muerte de Dios.
Jean Vioulac fue galardonado en 2016 con el Grand prix de philosophie de la Académie française por el conjunto de su obra.

## Obras
- L'Époque de la technique : Marx, Heidegger et l'accomplissement de la métaphysique[3]·, Presses universitaires de France, Épiméthée, 2009[4]
- La Logique totalitaire : Essai sur la crise de l’Occident, Puf, Épiméthée, 2013
- Apocalypse de la vérité : Méditations heideggériennes, préface de Jean-Luc Marion, Ad Solem, 2014
- Science et Révolution : Recherches sur Marx, Husserl et la phénoménologie, Puf, Épiméthée, 2015
- Marx. Une démystification de la philosophie, Ellipses, 2018
- Approche de la criticité : Philosophie, capitalisme, technologie, Puf, 2018

## Contribuciones
- « Marx et la métaphysique : la question critique après Hegel », Olivier Clain (dir.), Marx philosophe, Éditions Nota bene, Québec, 2009
- « Marx et la question de la technique », Fabien Granjon (dir.), Matérialisme, culture & communication, Presse des Mines, Paris, 2016
- « Perspectives phénoménologiques », Yves-Charles Zarka & Avishag Zafrani (dir.), La phénoménologie et la vie, Les éditions du Cerf, Paris, 2019.